# Wurster-Salze
| Wurster-Salze (ausgewählte mesomere Grenzstrukturen) |
| ---------------------------------------------------- |
| Wurster-Salze – allgemeine Formel – (R = Alkyl, H)   |
| Wursters Rot                                         |
| Wurster-Reagenz                                      |

Wurster-Salze sind kräftig gefärbte Salze, benannt nach ihrem Entdecker Casimir Wurster (1856–1913). Die Vertreter dieser Stoffgruppe entstehen bei der partiellen Oxidation von N-alkylierten  p-Phenylendiaminen. Die Wurster-Salze zählen strukturell zu den paramagnetischen Radikalkationen, was von Ernst Weitz (1883–1954) und Leonor Michaelis (1875–1949) erforscht wurde.